# Nevio Scala
Nevio Scala (Lozzo Atestino, 22 de noviembre de 1947) es un exfutbolista y entrenador italiano, conocido especialmente por dirigir al Parma en la época dorada del club, en la que ganó una Recopa, una Copa de la UEFA y una Supercopa de Europa, entre otros títulos. También dirigió al Borussia Dortmund, con quien consiguió la Copa Intercontinental.
Como futbolista ganó un Scudetto y una Copa de Europa con el AC Milan, para después pasar brevemente por varios equipos italianos, fundamentalmente en la Foggia, donde jugó tres temporadas. También jugó en el Inter, Roma y Fiorentina. Fue seleccionado italiano Sub-21 en 1969.
Ahora es presidente de la nueva sociedad de fútbol de Parma, la cual sin él no podría existir.

## Clubes

### Como jugador

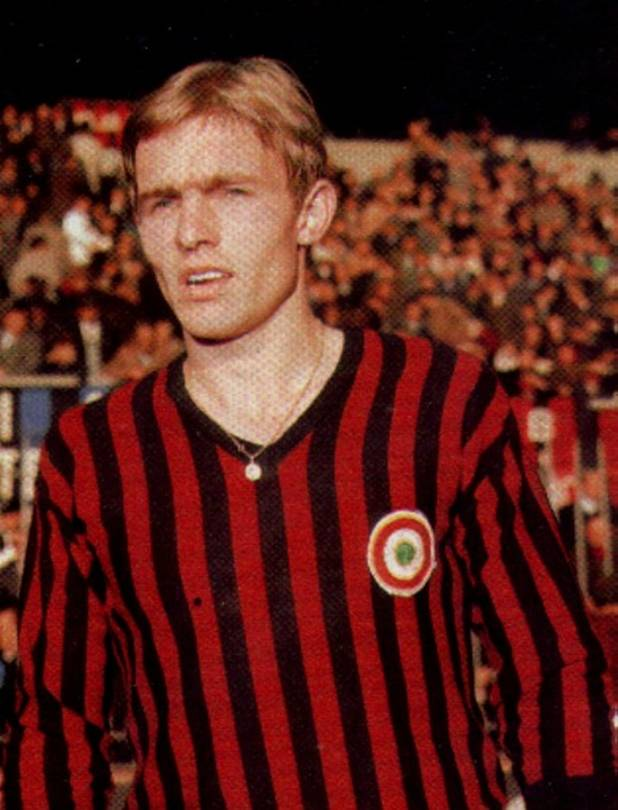
Nevio Scala, AC Milan 1968.

| Club         | País   | Año       |
| ------------ | ------ | --------- |
| AC Milan     | Italia | 1965-1966 |
| AS Roma      | Italia | 1966-1967 |
| L.R. Vicenza | Italia | 1971-1973 |
| Inter        | Italia | 1973-1975 |
| AC Milan     | Italia | 1975-1976 |
| Foggia       | Italia | 1976-1979 |
| Monza        | Italia | 1979-1980 |
| Adriese      | Italia | 1980-1981 |

### Como entrenador
| Club              | País     | Año       |
| ----------------- | -------- | --------- |
| L.R. Vicenza      | Italia   | 1985-1987 |
| Reggina           | Italia   | 1987-1989 |
| Parma             | Italia   | 1989-1996 |
| Perugia           | Italia   | 1996-1997 |
| Borussia Dortmund | Alemania | 1997-1998 |
| Beşiktaş          | Turquía  | 2000-2001 |
| Shakhtar Donetsk  | Ucrania  | 2002      |
| Spartak Moscú     | Rusia    | 2003-2004 |

## Palmarés

### Como jugador
Títulos nacionales
| Título  | Club     | País   | Año  |
| ------- | -------- | ------ | ---- |
| Serie A | AC Milan | Italia | 1968 |

Títulos internacionales
| Título                       | Club     | Sede     | Año  |
| ---------------------------- | -------- | -------- | ---- |
| Recopa de Europa             | AC Milan | Róterdam | 1968 |
| Liga de Campeones de la UEFA | AC Milan | España   | 1969 |

### Como entrenador
Títulos nacionales
| Título                  | Club                | País    | Año     |
| ----------------------- | ------------------- | ------- | ------- |
| Copa de Italia          | Parma FC            | Italia  | 1991-92 |
| Liga Premier de Ucrania | Shakhtar Donetsk    | Ucrania | 2002    |
| Copa de Ucrania         | Shakhtar Donetsk    | Ucrania | 2002    |
| Copa de Rusia           | FC Spartak de Moscú | Rusia   | 2003    |

Títulos internacionales
| Título                | Club              | Sede    | Año  |
| --------------------- | ----------------- | ------- | ---- |
| Recopa de Europa      | Parma FC          | Londres | 1993 |
| Supercopa de Europa   | Parma FC          | Milán   | 1993 |
| Copa de la UEFA       | Parma FC          | Milán   | 1995 |
| Copa Intercontinental | Borussia Dortmund | Tokio   | 1997 |